# 거다 러너
거다 헤드윅 러너(Gerda Hedwig Lerner, 1920년 4월 30일 ~ 2013년 1월 2일)는 오스트리아 태생의 미국 역사학자이자 여성사 저술가이다. 결혼 전 성은 크론스테인(Kronstein)이다. 1980년부터 1981년까지 미국사학회(Organization of American Historians) 회장을 역임했으며 1981년부터 1991년 은퇴할 때까지 위스콘신 대학교 매디슨에서 로빈슨 에드워즈(Robinson Edwards) 역사학 교수로 강의하였다.
러너는 미국 여성사 분야의 창시자 중 하나이다. 롱아일랜드 대학교에서 1965년부터 1967년까지 강의하였고, 세라 로런스 칼리지에서 1968년부터 1979년까지 강의하며 미국 최초의 여성사 석사학위 프로그램을, 위스콘신 대학교 매디슨에서 여성사 박사학위 프로그램을 마련했다.
러너는 1920년 4월 30일 오스트리아 빈에서 일로나 크론슈타인(Ilona Kronstein)과 로베르트 크론슈타인(Robert Kronstein)의 유대인 가정에서 장녀로 태어났다. 태어날 때의 이름은 게르다 헤드빅 크론슈타인(Gerda Hedwig Kronstein)이다. 1938년 안슐루스가 일어나자 크론슈타인은 반나치 레지스탕스로 활동하다가 미국으로 이민하였다. 뉴욕에서 크론슈타인은 보비 젠슨(Bobby Jensen)과 결혼했으나, 이혼하여 영화감독 칼 러너(Carl Lerner)와 재혼했다.
컬럼비아 대학교에서 1965년 석사, 1967년 박사 학위를 받았으며 새라 무어 그림케와 안젤리나 그림케 자매를 연구한 박사학위논문은 책 《The Grimke Sisters from South Carolina: Rebels Against Slavery》으로 출판되었다. 2013년 1월 2일 위스콘신주 매디슨에서 사망했다. 주요 저서로 《백인 미국의 흑인 여성》(Black Women in White America: A Documentary History, 1972, 엮음), 《가부장제의 창조》(The Creation of Patriarchy, 1986), 《역사 속의 페미니스트》(The Creation of Feminist Consciousness: From the Middle Ages to 1870, 1993) 등이 있다.

## 저서
- The Creation of Patriarchy (1986)
  - 《가부장제의 창조》. 번역 강세영. 당대. 2004. ISBN 9788981631147.
- The Creation of Feminist Consciousness: From the Middle Ages to Eighteen-seventy (1994)
  - 《역사 속의 페미니스트》. 번역 김인성. 평민사. 1998. ISBN 9788971152683.
- Why History Matters: Life and Thought (1997)
  - 《왜 여성사인가: 한 역사가의 치열한 삶과 사상을 들여다보며》. 번역 강정하. 푸른역사. 2006. ISBN 9788991510258.